# Mercado

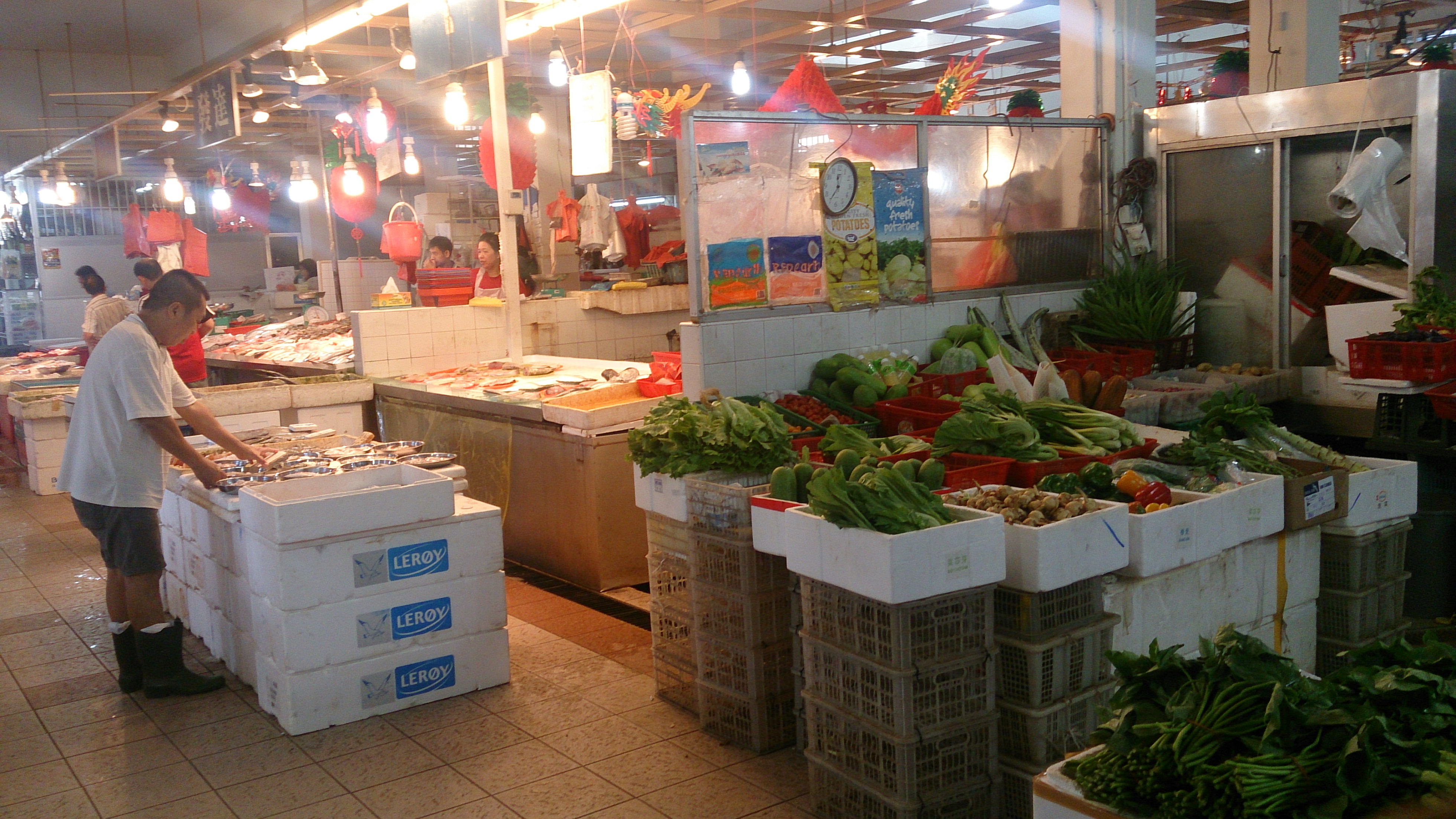
Mercado de frutas en Singapur

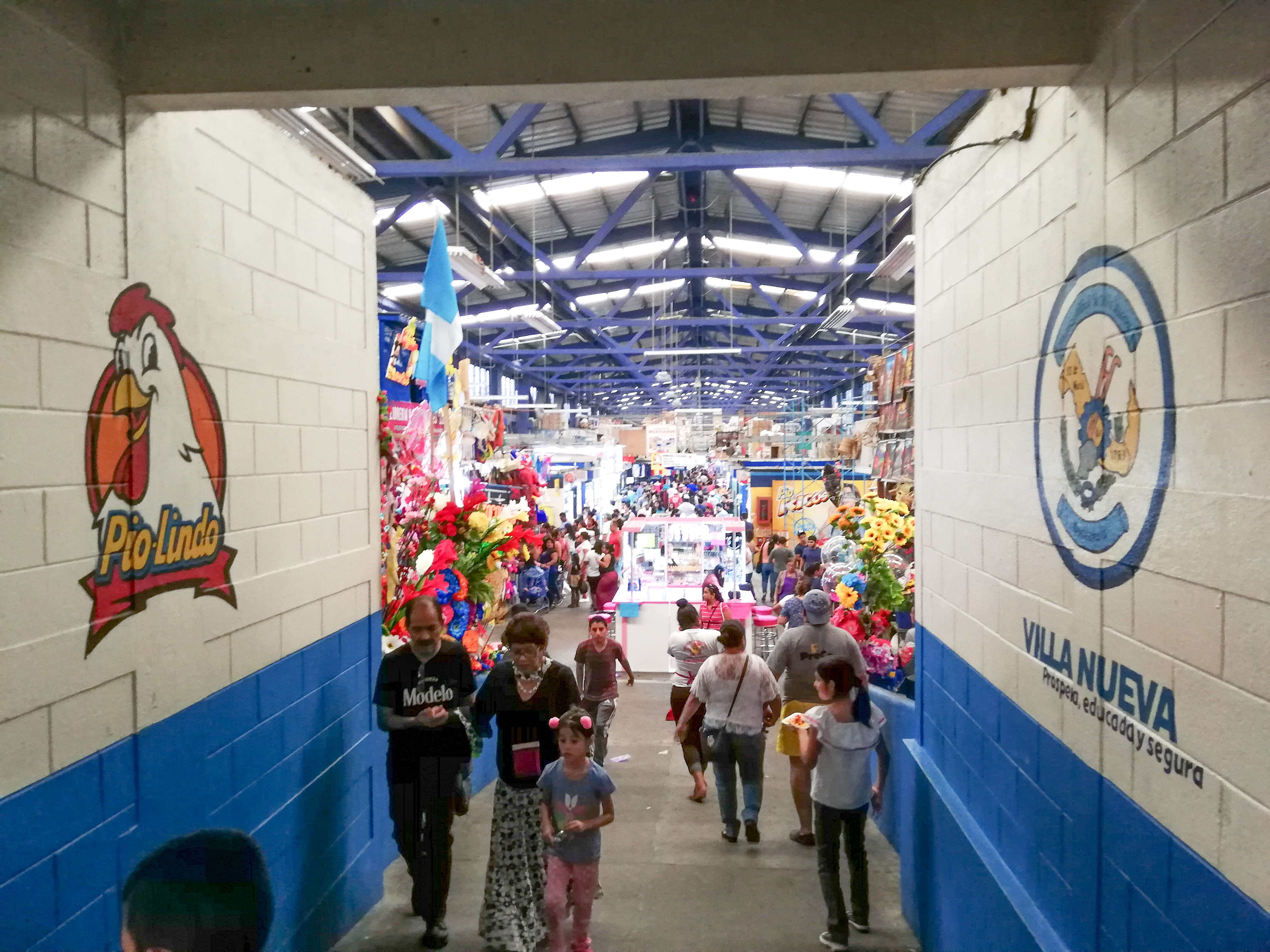
Mercado al por menor en Villa Nueva, Guatemala

En economía, un mercado es un conjunto de transacciones de procesos o intercambio de bienes o servicios entre individuos. El mercado no hace referencia directa al lucro o a las empresas, sino  simplemente al acuerdo mutuo y voluntario en el marco de las transacciones. Estas pueden tener como partícipes a individuos, empresas, cooperativas, entre otros. El mercado contiene usuarios en busca de recursos insuficientes en relación con las necesidades ilimitadas.
El mercado también es  el ambiente social (o virtual) que propicia las condiciones para el intercambio. En otras palabras, debe interpretarse como la institución u organización social a través de la cual los ofertantes (productores, vendedores) y demandantes (consumidores o compradores) de un determinado tipo de bien o de servicio, entran en estrecha relación comercial con el fin de realizar abundantes transacciones comerciales.
Los primeros mercados de la historia funcionaban mediante el trueque. Tras la aparición del dinero, se empezaron a desarrollar códigos de comercio que, en última instancia, dieron lugar a las modernas empresas nacionales e internacionales.
A medida que la producción aumentaba, las comunicaciones y los intermediarios empezaron a desempeñar un papel más importante en los mercados.
Una definición de mercado según la mercadotecnia:
Conjunto de consumidores que quieren, pueden y están dispuestos a comprar o vender un producto ofertado a un mejor precio.

## Definiciones diversas
- Mercado es cualquier arreglo que permita a los compradores y vendedores obtengan información y hagan negocios entre sí.[2]
- Mercado es un mecanismo a través del cual compradores y vendedores interactúan para determinar precios e intercambiar bienes y servicios.[3]
- Mercado es un grupo de compradores y vendedores de un bien o servicio en particular.[4]
- Hoy en día la definición que puede utilizarse en microeconomía es que el mercado es un espacio físico o virtual donde se presentan dos fuerzas de mercado llamnadas oferta y demanda, de donde existen diferentes actores, en el caso de la oferta de mercado están los vendedores u oferentes, y en el caso de la demanda están los compradores o demandantes de un producto o servicio. Ambas fuerzas de mercado constituyen la estructira de mercado, que según la cantidad de los actores pueden ser monopolios, oligopolios, competencia perfecta y otros. También es importante aclarar que cada producto o servicio corresponde a una diferente estructura de mercado, por lo que es necesario definir independientemente los productos y servicios a ser analizados.

## Tipos de mercados
Se distinguen o diferencian por:
- Los mercados al por menor o minoristas y los mercados al por mayor o distribuidores.
- Los mercados de productos intermedios o de materias primas.
- Los mercados de valores (bolsas de valores).

-En el mercado puede haber diferentes intermediarios.
Otra división o clasificación puede ser
- Según sea el tipo de bien o servicio que se intercambia, podemos hablar de mercados de bienes y servicios y mercados de factores productivos. En una economía de mercado, los mercados de bienes y servicios son los que determinan qué producir y los de factores dan respuesta a los problemas de cómo y para quién producir.
- Atendiendo al grado de competencia o a la estructura del mercado, hablamos de mercados competitivos y mercados no competitivos. En los primeros, el número de participantes es muy alto y nadie tiene poder sobre las condiciones del mercado, es decir, precios y cantidades. En los segundos, bien porque el número de participantes es más reducido o bien por otras causas que ya se explicarán más adelante, alguno de los participantes en el mercado tiene un cierto poder sobre la determinación de los precios y/o de las cantidades.
- Dependiendo del grado de regulación, los mercados pueden ser libres o intervenidos. Un mercado es libre cuando ninguna autoridad controla las condiciones del mercado, de forma que los participantes compran y venden libremente, y el precio es el resultado de la interacción de oferentes y demandantes. Hablamos de mercados intervenidos o regulados cuando los precios o las cantidades son determinados por alguien ajeno al mercado.
- También es frecuente oír hablar de los llamados «mercados negros». Estos se refieren a los mercados que funcionan al margen de la legalidad existente, bien porque lo que se intercambia son bienes y servicios no legales, o bien porque las actividades que realizan escapan al control de las autoridades económicas y no se contabilizan en el producto nacional de un país.

El término mercado también se emplea para referirse a la demanda de consumo potencial o estimada. El concepto clásico de mercado de libre competencia define un tipo de mercado ideal, en el cual es tal la cantidad de agentes económicos interrelacionados, tanto compradores como vendedores, que ninguno de ellos es capaz de modificar el precio (competencia perfecta), será distinta de la que se genera en un mercado donde concurran un número reducido de vendedores (oligopolio). Como caso extremo, donde la competencia es inexistente, se destaca aquel en el que el mercado es controlado por un solo productor (monopolio). En cualquiera de estas situaciones cabe que los productores compartan el mercado con gran cantidad de compradores, con pocos o con uno solo. Atendiendo a la estructura interna, el número de agentes que participan en el mercado y el nivel de competencia, se pueden clasificar en:
- Mercados de competencia perfecta.
- Mercados de competencia imperfecta.

## Mercado de competencia perfecta
No todos los mercados son eficientes en el sentido de que no en todos ellos existen unas condiciones técnicas llamadas de competencia perfecta. Los mercados eficientes o de competencia perfecta son aquellos en los que se asume que existen tantos vendedores como compradores de un mismo bien o servicio que ninguno de ellos, actuando independientemente, puede influir sobre la determinación del precio y que este a su vez, está dado y es fijado por las mismas fuerzas del mercado.
La competencia perfecta es una representación idealizada de los mercados de bienes y de servicios en la que la interacción recíproca de la oferta y la demanda determina el precio. Un mercado de competencia perfecta es aquel en el que existen muchos compradores y muchos vendedores, de forma que ningún comprador o vendedor individual ejerce influencia decisiva sobre el precio.
Para que esto ocurra, debe cumplirse estos siete elementos:
1. Existencia de un elevado número de oferentes y demandantes. La decisión individual de cada uno de ellos ejercerá escasa influencia sobre el mercado global.
2. Homogeneidad del producto. No existen diferencias entre los productos que venden los oferentes.
3. Transparencia del mercado. Todos los participantes tienen pleno conocimiento de las condiciones generales en que opera el mercado.
4. Libertad de entrada y salida de empresas. Todas las empresas, cuando lo deseen, podrán entrar y salir del mercado.
5. Libre acceso a la información.
6. Libre acceso a recursos.
7. Beneficio igual a cero en el largo plazo.

La esencia de la competencia perfecta no está referida tanto a la rivalidad como a la dispersión de la capacidad de control que los agentes económicos pueden ejercer sobre la marca del mercado. Cuando se viola o no se cumple con alguno de los requisitos para la competencia perfecta se produce un fallo de mercado.

### El funcionamiento de los mercados en competencia perfecta
En un mercado libre de restricciones o mercado con competencia perfecta, la oferta y la demanda de los diferentes bienes determinan un precio de equilibrio para cada bien, y a dicho precio las empresas deciden libremente que cantidad producir. Por consiguiente, el mercado determina el precio y cada empresa acepta este precio como un dato fijo sobre el que no puede influir. Cuando la demanda de un producto no afecte significativamente a posibles productos complementarios o suplementarios, podrá definirse la curva de demanda y determinar el equilibrio parcial para un mercado de un solo bien. A partir del precio de equilibrio cada empresa individual producirá la cantidad que le indique su curva de oferta para ese precio concreto. La curva de oferta de cada empresa está condicionada por su costo de producción. (Costo marginal en términos más precisos).
Al precio que se determine en el equilibrio de un mercado competitivo las empresas no tendrán, en general, los mismos beneficios. Esto se deberá a que, si bien suponemos que todas las empresas conocen la misma tecnología a corto plazo, las instalaciones fijas de cada empresa serán diferentes, de forma que los costos y beneficios serán distintos.
Aunque esta situación puede existir en el corto plazo (mientras no sea posible alterar el tamaño de la empresa), no se mantendrá en cuanto las organizaciones logren readaptar sus procesos productivos. Además, los beneficios que obtengan las empresas más eficientes, serán tenidos en cuenta por las compañías de otros mercados o sectores. De nuevo. en el corto plazo, éstas no podrán abandonar el sector en el que se encuentran, pero tan pronto como puedan liquidar sus instalaciones, lo harán.
Así, en un mercado de competencia perfecta hay una tendencia a que se minimicen los costes y se equiparen así los beneficios.
El término "se vacía el mercado", proviene de lo mismo: se cumple el objetivo de la competencia perfecta, el cual es maximizar los excesos de oferta por parte de los empresarios, y el exceso de demanda por los consumidores. Un "mercado vacío" es aquel en el que se vendió y compró todo lo que se produjo.

### La competencia perfecta y la eficiencia económica
En los mercados de competencia perfecta, el beneficio a largo plazo es nulo, ya que mientras un mercado ofrezca la posibilidad de obtener beneficio neto de una inversión entrarán más y más productores hasta que el beneficio quede anulado. Naturalmente en la práctica la competencia perfecta es irrealizable y a corto y medio plazo el mercado no es perfectamente competitivo, y es en esa situación que las empresas pueden obtener beneficios. Cuando el mercado está cerca de ser perfectamente competitivo, las empresas que pretenden obtener beneficios generalmente deben aprovechar mejor la tecnología para reducir costes y aumentar el margen de beneficio entre el precio de venta y el coste unitario de producción.

## Mercados de competencia imperfecta
Los mercados de competencia imperfecta son aquellos en los que bienes y productores son lo suficientemente grandes como para tener un efecto notable sobre el precio. Existen varios modelos de este tipo de mercado entre ellos el mercado monopolístico y los diversos modelos oligopolísticos. También existen mercados donde un comprador tiene suficiente cuota de mercado para influir en el precio ese tipo de mercados, un ejemplo de ese tipo de mercados son los monopsonios y los oligopsonios.
La diferencia fundamental con los mercados de competencia perfecta reside en la capacidad que tienen las empresas oferentes de controlar en precio. En estos mercados, el precio no se acepta como un dato ajeno, sino que los oferentes intervienen activamente en su determinación.
En la práctica el mercado real es imperfecto, siendo la competencia perfecta un óptimo teórico. Por el contrario en mercados fuertemente monopolísticos la competencia se produce entre los capitales, que buscan el máximo beneficio en competencia con las inversiones en otros mercados.
En general, puede afirmarse que cuanto más elevado resulte el número de participantes, más competitivo será el mercado, pero el monopolio no implica que no exista competencia.

## Denominaciones y tipos de mercado

### Por ámbito geográfico
- Mercado internacional o mercado exterior: Es aquel que se encuentra en uno o más países en el extranjero.
- Mercado nacional o mercado interior: Es aquel que abarca todo el territorio nacional para el intercambio de bienes y servicios.
- Mercado regional: Es una zona geográfica determinada libremente, que no coincide de manera necesaria con los límites políticos.
- Mercado de Intercambio Comercial al Mayoreo: Es aquel que se desarrolla en áreas donde las empresas trabajan al mayoreo dentro de una ciudad.
- Mercado metropolitano: Se trata de un área dentro y alrededor de una ciudad relativamente grande.
- Mercado local: Es el que se desarrolla en las tiendas establecidas o en modernos centros comerciales dentro de un área metropolitana.

Ejemplos de mercado internacional que a la vez constituyen un mercado regional son:
- Mercado interior de la Unión Europea
- Mercosur (Mercado Común del Sur)

### Por su naturaleza
- Mercados financieros Es un mecanismo que permite a los agentes económicos el intercambio de activos financieros. En general, cualquier mercado de materias primas podría ser considerado como un mercado financiero si el propósito del comprador no es el consumo inmediato del producto, sino el retraso del consumo en el tiempo a debida correspondencia.
  - Mercado de bonos Es un mercado financiero donde los participantes compran y venden títulos de deuda, usualmente en la forma de bonos.
  - Mercado de capitales Son un tipo de mercado financiero en los que se ofrecen y demandan fondos o medios de financiación a mediano y largo plazos. Frente a ellos, los mercados monetarios son los que ofrecen y demandan fondos (liquidez) a corto plazo.
  - Mercado de valores Son un tipo de mercado de capitales en el que se negocia la renta variable y la renta fija de una forma estructurada, a través de la compraventa de valores negociables. Permite la canalización de capital a medio y largo plazo de los inversores a los usuarios.
  - Mercado primario: El mercado primario o mercado de emisión es aquel mercado financiero en el que se emiten valores negociables y en el que por tanto se transmiten los títulos por primera vez. Los mercados de valores se dividen en mercados primarios y secundarios, separando la fase de emisión de valores y la de su negociación posterior.
  - Mercado secundario Es una parte del mercado financiero de capitales dedicado a la compraventa de valores que ya han sido emitidos en una primera oferta pública o privada, en el denominado mercado primario.
- Mercado bilateral Es un mercado en el que un grupo de usuarios genera un externalidad sobre otro distinto, existiendo una plataforma que los pone en contacto. Ejemplos de mercados bilaterales son: Las tarjetas de crédito, las consolas de videojuegos, las agencias de citas. Los sitios web de subastas.

- Mercado cautivo Se denomina mercado cautivo a aquel en el cual existen una serie de barreras de entrada que impiden la competencia, y convierten al mercado en un monopolio u oligopolio. Es el contrario al libre mercado.
- Mercado gris Es un término proveniente del idioma inglés que se refiere al flujo de mercancías que se realiza a través de los canales de distribución diferentes a los autorizados por el fabricante o el productor. A diferencia del mercado negro, las mercancías 'grises' no son ilegales.
- Mercado libre Sistema en el que el precio de los bienes o servicios es acordado por el consentimiento entre los vendedores y los consumidores, mediante las leyes de la oferta y la demanda. Requiere para su implementación de la existencia de la libre competencia, lo que a su vez requiere que entre los participantes de una transacción comercial no haya coerción, ni fraude, etc, o, más en general, que todas las transacciones sean voluntarias.
- Mercado negro Término utilizado para describir la venta clandestina e ilegal de bienes, productos o servicios, violando la fijación de precios o el racionamiento impuesto por el gobierno o las empresas.
- Mercado laboral o Mercado de trabajo mercado en donde confluyen la demanda y la oferta de trabajo. El mercado de trabajo tiene particularidades que lo diferencian de otro tipo de mercados (financiero, inmobiliario, de materias primas, etc.) ya que se relaciona con la libertad de los trabajadores y la necesidad de garantizar la misma. En ese sentido, el mercado de trabajo suele estar influido y regulado por el Estado a través del derecho laboral y por una modalidad especial de contratos, los convenios colectivos de trabajo.

### Por el sector económico o cultural en el que actúa
Además pueden diferenciarse por sector económico o cultural:
- Mercado inmobiliario: se refiere a las dinámicas de compra-venta de activos inmobiliarios (vivienda, comercial, lotes). "el interés creciente en invertir en bienes raíces ha llevado a la emergencia de de nuevos vehículos de inversión en este sector, adicionando mayor complejidad al mercado de inmuebles que cada vez se parece más a los mercados financieros"[6]
- Mercado financiero
- Mercado de bienes y servicios de consumo
- Mercado de materias primas
- Mercado de valores o de capitales
- Mercado del arte
- Mercado de artesanías

## El mercado desde elmarketing

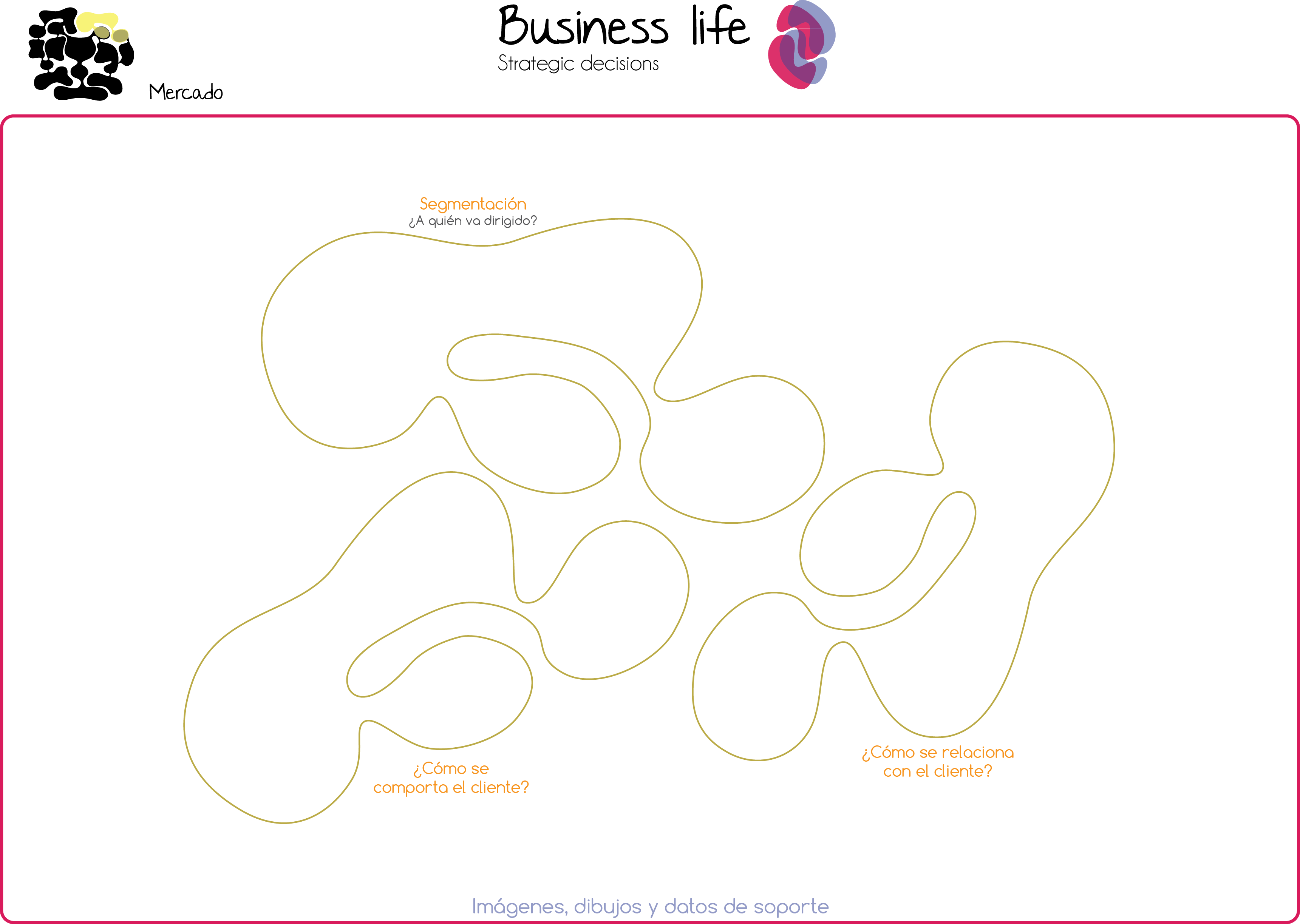
Herramienta mercado

Desde el punto de vista del marketing, el mercado está formado por todos los consumidores o compradores actuales y potenciales de un determinado producto. El proceso de medición es un aspecto fundamental en la investigación de mercados. La medición de los fenómenos de mercado es esencial para el proceso de suministrar información significativa para la toma de decisiones.
Los aspectos que son medidos comúnmente son: el potencial del mercado para un nuevo producto, los compradores de grupos según las características demográficas o psicográficas, las actitudes, percepciones o preferencias de los compradores hacia una nueva marca, o determinar la efectividad de una nueva campaña publicitaria.
Para muchos proyectos de investigación, el error de medición puede ser considerablemente mayor que el error muestral. El hecho de tener una comprensión clara del problema de medición y la forma de controlar este error es un aspecto importante en el diseño de un proyecto eficaz de investigación de mercados.
La tarea de seleccionar y diseñar las técnicas de medición es responsabilidad del especialista de investigación. Sin embargo, con frecuencia la persona que toma decisiones debe aprobar las técnicas de medición recomendadas y necesita estar segura de que estas técnicas sean eficaces en el control del error de medición.
El tamaño de un mercado, desde este punto de vista, guarda una estrecha relación con el número de compradores que deberían existir para una determinada oferta. Todos los integrantes del mercado deberían reunir tres características: deseo, renta y posibilidad de acceder al producto.